# Вениамин (Смирнов, Василий Никифорович)
Архимандрит Вениамин (в миру Василий Никифорович Смирнов; ок. 1782, село Вонгуда, Онежский уезд, Архангельская губерния — 1 (13) сентября 1848, Глухов) — архимандрит Глуховского Петропавловского монастыря, просветитель мезенских ненцев (самоедов).

## Биография
Родился около 1782 года в селе Вонгуда Онежского уезда Архангельской губернии в семье священника Никифора Иларионовича Смирнова. Встречающееся в литературе указание на то, что Василий Смирнов имел отчество «Галактионович», неверно.
Обучался в Архангельской семинарии и был там префектом, потом смотрителем уездного и приходского Архангельских духовных училищ и инспектором семинарии.
По пострижении в монашество произведен игуменом в Николо-Корельский монастырь, откуда 5 апреля 1820 года переведен в Сийский монастырь.
В декабре 1824 года по проекту епископа Неофита была образована особая миссия для духовного просвещения ненцев Архангельской губернии и обращения их в христианство. Миссию возглавил архимандрит Вениамин Смирнов. Он основательно подготовился к миссионерской деятельности: изучил ненецкий язык, составил «Грамматику самоедского языка», «Лексикон самоедского языка», сделал переводы на ненецкий язык Катехизиса, Нового Завета и др. Миссия имела передвижную церковь с живописными иконами и колоколами. Кроме того, были выстроены три церкви для ненцев-новокрещенцев.
На этом поприще он не только трудился на пользу православной церкви, обратив к ней в течение 5 лет более 3000 человек, но и сделал много этнографических наблюдений над их жизнью.
29 июня 1839 года назначен настоятелем Кий-Островского Крестного монастыря, энергично взялся за восстановление обветшавших монастырских зданий. Благодаря успешному сбору пожертвований настоятелю удалось не только сделать необходимый ремонт, но и приобрести для монастыря подворье в Архангельске.
Страдая от ревматизма, приобретенного в тундре, просил о перемещении его в более тёплую местность. 26 июня 1847 года переведен настоятелем в Глуховский Петропавловский монастырь в Черниговской губернии.
Умер в 1848 году, и лишь после смерти появились его сочинения «Записки об обращении мезенских самоедов» (в «Христианском чтении» за 1850 г.) и «О быте мезенских самоедов» (в 3 книге «Вестника географического общества»).